# Gostivar
Gostivar (makedonski: Гостивар, albanski: Gostivari, turski: Gostivar) je grad od 35 847 stanovnika na zapadu Republike Sjeverne Makedonije u Pološkoj kotlini. 
Sjedište je istoimene Općine Gostivar, koja ima 81 042 stanovnika (po popisu iz 2002.).

## Zemljopisne odlike
Gostivar leži na padinama Šar-planine u južnom, višem dijelu Pološke kotline (Gorni polog). Pored Gostivara nalazi se selo Vrutok, gdje je izvor Vardara na visini od 683 m. rijeka Vardar teče kroz Gostivar, dijeleći ga na pola. 

## Povijest
Gostivar se prvi put spominje u jednoj povelji srpskog kralja Milutina iz 1313. godine pod imenom Banjska (Banjica), i to kao selo na južnom dijelu Pološke kotline s oko 200 stanovnika. U istoj se povelji govori i o Gostivarskom manastiru. Gostivar se kao selo spominje i za vladavine Cara Dušana i to pod imenom Belika, to je tada bilo ime i rijeke Vardar.
U XIV. st. Gostivar je podpao je pod vlast Otomanskog carstva.
Prvi poznati beg Gostivara bio je Kara Mustafa Paša (Kemankeš), veliki vezir Otomanskog carstva od 1638. do 1644., za vrijeme vladanja ludog sultana Ibrahima. 
Nakon njegove nasilne smrti u Istanbulu (ubijen je), u Gostivar se doseljava njegov sin Ebu Bekir kao veliki bogataš iz velike prijestolnice. Bekir gradi džamiju, a 1688. do nje medresu (vjerska škola) s bibliotekom.
Ebu Bekirovu džamiju srušio je njegov stric Ismail Aga da na istom mjestu izgradi ljepšu i veću, do nje je izradio i Saat kulu (toranj sa satom), zato se njegova džamija zove Saat džamija. (rekonstruirana je 1920. i 1944.)
U prvoj polovini XIX st. Pološku kotlinu i Tetovo posjetio je austrijski geolog i putopisac Ami Bouéu, on zapisao da se pored Tetova nalazi veliko selo Gostivar. 
No već 1874. godine, Gostivar je gradić, sa sajmenim danom (svaki utorak) koji ima 400 kuća s 2 000 stanovnika. Na kraju stoljeća se broj stanovnika popeo na 3 500. Rastu naselja doprinijelo je i to što je postao upravno središte otomanske kaze Gostivar.
Nakon balkanskih ratova Gostivar se našao kao i ostala Makedonija u Kraljevini Srbiji. Nakon Prvog svjetskog rata u sastavu je Kraljevine SHS te kasnije Jugoslavije

## Gospodarstvo
Tradicionalno Gostivar je bio zanatsko trgovački grad za svoju poljoprivrednu okolicu. Danas u Gostivaru rade ove veće tvornice i pogoni; Tvornica vatrostalnih materijala  Silika (1958. ), Mermeri (1956.) tvornice tekstila; Dekon (1948.) i  Goteks (od 1958.), Mesna industrija Gorni Polog (1960.), Žito Šar i Hidrocentrala Mavrovo (od 1957.).
Značajan prihod od nekih 500 000 eura donose brojni ljetni posjetioci Gostivara i okolnih sela, po nekim podatcima ima ih čak 20 000 (to su ljudi porijeklom iz Gostivara i okolice, a koji danas žive i rade u inozemstvu).

### Turizam
Nedaleko od Gostivara, na putu za Kičevo i Ohrid, nalazi se selo Vrutok pored kojeg se nalazi izvor najveće makedonske rijeke Vardara. Pored Gostivara na nekih 26 km nalazi se Nacionalni park Mavrovo na planini Bistra u čijem je sklopu jedno od najboljih skijališta u Makedoniji Zare Lazarevski.  
Kako Gostivar leži na obroncima Šarplaninskog masiva planinarima je ishodišna točka za penjanje i izlete na obližnje planine Korab (2764 m) i Bistru (2163 m).

## Stanovništvo
Po popisu stanovništa iz 2002. Gostivar je imao 35 847 stanovnika, a njihov sastav bio je sljedeći:
- Albanci 16 890 (47,12 %)
- Makedonci 11 885 (33,15 %)
- Turci 4 559 (12,72 %)
- Romi 1 899 (5,3 %)
- Srbi 146 (0,41 %)
- Vlasi 15 (0,04 %)
- Bošnjaci 34 (0,09 %)
- ostali 19 (1,17 %)

## Poznate osobe
- Bebe Rexha, američka pjevačica, po materi iz Gostivara

## Vanjske povezice
- Općina Gostivar, službene stranice
- Gostivar na stranicama Discovering Macedonia
- Gostivar Online
- Gostivar net
- Međunacionalni projekt Gostivar